# 社会主义劳动英雄
- 關於捷克斯洛伐克榮譽稱號，請見「社会主义劳动英雄 (捷克斯洛伐克)」。
- 關於保加利亞榮譽稱號，請見「社会主义劳动英雄 (保加利亚)」。

社會主義勞動英雄（羅馬化：Geroy Sotsialisticheskovo Truda）是前蘇聯向在經濟和文化領域作出重大貢獻者授予的最高榮譽。獲獎者的地位和為國家作出英雄功勳的“蘇聯英雄”相近，但“社會主義勞動英雄”稱號只授予蘇聯公民。

## 设立与颁发
1938年12月27日，蘇聯最高蘇維埃主席團通過行政命令，設立「社會主義勞動英雄」榮譽稱號。本稱號由最高蘇維埃主席團授予，授予條件是「在工業、農業、交通運輸、貿易、科學發現和技術發明各方面展示出卓越表現，為國家建立特殊功勳，促進國家經濟、文化、科學發展，表現出蘇聯的力量和榮耀」的蘇聯公民。
在設立初期，獲得本稱號者可同時獲得蘇聯等級最高的勳章——列寧勳章，以及蘇聯最高蘇維埃主席團簽發的證書。後來為了區別“社會主義勞動英雄”和其他列寧勳章得主，主席團便在1940年5月22日頒布行政命令，規定“社會主義勞動英雄”除了獲得列寧勳章和證書，還可以獲頒一面金質獎章，獎章為五角星形，上為「鐵鎚鐮刀」圖案。考慮獎章大小時，蘇聯最高領導人約瑟夫·史達林曾邀請工人和平民配戴不同大小的獎章樣本，最後他決定把獎章的直徑設為33.5毫米。
“社會主義勞動英雄”如果再次為蘇聯立下功勳，政府可授予第二面鐵鎚鐮刀獎章，並在其家鄉建立其半身銅像，以資表揚。本來當局計劃在蘇維埃宮為三次獲得“社會主義勞動英雄”稱號者建立銅像，但蘇維埃宮始終未能建成，計劃也不了了之。

## 获得者
斯大林在1939年12月20日成為第一位“社會主義勞動英雄”，機關槍設計師瓦西里·捷格加廖夫則在1940年1月2日成為第二個獲得本稱號的人士。1940年10月28日，費迪·華西列維奇·托卡列夫、尼古拉·尼古拉耶维奇·波利卡尔波夫、亞歷山大·雅科夫列夫等9名武器設計師成為第三批“社會主義勞動英雄”，這是纳粹德国发起巴巴羅薩行動之前，最高蘇維埃主席團最後一次授予本稱號。1945年後，获得本称号者還包括AK-47步枪的设计师米哈伊爾·季莫費耶維奇·卡拉什尼科夫，著名作曲家德米特里·德米特里耶维奇·肖斯塔科维奇等人。
三次获得社会主义劳动英雄称号者共有16人，包括苏共总书记赫鲁晓夫和契尔年科，飞机设计师安德烈·图波列夫、谢尔盖·弗拉基米洛维奇·伊留申，物理学家安德烈·德米特里耶维奇·萨哈罗夫、伊戈尔·库尔恰托夫、雅可夫·泽尔多维奇等人。
截至1971年9月1日，共有16,245人獲得本頭銜，當中有4,497人為女性，多次获得本称号者則有1,005人（其中25人是女性）。1991年蘇聯解體時，获得本称号者已超過20,000人。
| #  | 姓名                      | 获得年份               | 职业/头衔                |
| -- | ------------------------- | ---------------------- | ------------------------ |
| 1  | 阿纳托利·亚历山德罗夫     | 1954年、1960年、1973年 | 苏联科学院院士           |
| 2  | 鲍里斯·万尼科夫           | 1942年、1949年、1954年 | 中型机械工业部第一副部长 |
| 3  | 尼古拉·杜霍夫             | 1945年、1949年、1954年 | 重型坦克设计师           |
| 4  | 雅科夫·泽尔多维奇         | 1949年、1953年、1957年 | 苏联科学院院士           |
| 5  | 谢尔盖·伊留申             | 1941年、1957年、1974年 | 飞机设计师               |
| 6  | 姆斯季斯拉夫·克尔德什     | 1953年、1961年、1971年 | 苏联科学院院士           |
| 7  | 丁穆罕默德·库纳耶夫       | 1972年、1976年、1982年 | 哈萨克共产党第一书记     |
| 8  | 伊戈尔·库尔恰托夫         | 1949年、1951年、1954年 | 苏联科学院院士           |
| 9  | 安德烈·萨哈罗夫（被褫夺） | 1953年、1956年、1962年 | 苏联科学院院士           |
| 10 | 叶菲姆·斯拉夫斯基         | 1949年、1954年、1962年 | 中型机械工业部部长       |
| 11 | 安德烈·图波列夫           | 1945年、1957年、1972年 | 飞机设计师               |
| 12 | 哈姆拉库尔·图尔松库洛夫   | 1948年、1951年、1957年 | 乌兹别克集体农庄组织者   |
| 13 | 尤里·哈里顿               | 1949年、1951年、1953年 | 苏联科学院院士           |
| 14 | 尼基塔·赫鲁晓夫           | 1954年、1957年、1961年 | 苏共中央第一书记         |
| 15 | 康斯坦丁·契尔年科         | 1976年、1981年、1984年 | 苏共中央总书记           |
| 16 | 基里尔·晓尔金             | 1949年、1951年、1954年 | 核武器研究者             |

## 頭銜的褫奪
本称号仅可由最高苏维埃主席团撤销。1979年，萨哈罗夫抗議苏联入侵阿富汗，之後苏联最高苏维埃主席团在1980年1月8日通过决议，褫夺其“社会主义劳动英雄”称号。

### 引用
1. ↑  Joshua Rubenstein, Alexander Gribanov, The KGB file of Andrei Sakharov，2005，page 248

## 外部連結
- （俄文） “社會主義勞動英雄”頭銜的歷史 （页面存档备份，存于）